# Icaromenippo
Icaromenippo, anche con il sottotitolo o l'uomo sopra le nuvole, è un dialogo di Luciano di Samosata, scrittore greco di origine siriana vissuto nel II secolo.
In questo dialogo il filosofo cinico Menippo di Gadara compie un'impresa incredibile, degna di Icaro: giungere sulla Luna e poi salire in cielo tra gli dei.
Il tema del viaggio immaginario sulla Luna è stato poi più volte ripreso in letteratura: da Ariosto con il personaggio di Astolfo nell'Orlando Furioso e da Cyrano de Bergerac con L'altro mondo o Gli stati e gli imperi della luna.